# Нгуен Нанг, Иосиф
Иосиф Нгуен Нанг (вьет. Giuse Nguyễn Năng, 24 ноября 1953 года, Phúc Nhạc, Вьетнам) — католический епископ Фатдьема с 25 июля 2009 года по 19 октября 2019 года, архиепископ Хошимина с 19 октября 2019 года.
С 1962 по 1970 года обучался в малой семинарии в Сайгоне и затем — в Папском колледже святого Пия X в Далате, по окончании которого рукоположён 9 июня 1990 года в священники для служения в епархии Суанлока. С 1998 по 2002 года обучался в Папском Урбанианском университете.
25 июля 2009 года римский папа Бенедикт XVI назначил его епископом Фатдьема. 8 сентября 2009 года состоялось его рукоположение в епископы, которое совершил епископ Суанлока Доминик Нгуен Тю Чинь в сослужении с епископом Тханьхоа Нгуеном Ти Линем и епископом-эмеритом Фатдьема Нгуеном Ваном Дьемом.
19 октября 2019 римский папа Франциск назначил его архиепископом Хошимина.